# Цитокины
Цитокины — небольшие пептидные информационные молекулы.
Цитокины имеют молекулярную массу, не превышающую ~ 5–25 кДа . Слово происходит из древнегреческого языка: цито, от греческого κύτος, kytos, «полость, клетка» + kines, от греческого κίνησις, kinēsis, «движение».
Цитокин выделяется на поверхность клетки А и взаимодействует с рецептором находящейся рядом клетки В. Таким образом от клетки А к клетке В передаётся сигнал, который запускает в клетке В дальнейшие реакции. Из-за своего размера цитокины не могут проникнуть через липидный бислой клеток в цитоплазму и, следовательно, обычно выполняют свои функции, взаимодействуя со специфическими рецепторами цитокинов на поверхности клетки-мишени. Было показано, что цитокины участвуют в аутокринной, паракринной и эндокринной передаче сигналов в качестве иммуномодулирующих агентов.
Цитокины включают хемокины, интерфероны, интерлейкины, лимфокины и факторы некроза опухоли, но обычно не гормоны или факторы роста (несмотря на некоторое совпадение в терминологии). Цитокины продуцируются широким спектром клеток, включая иммунные клетки, такие как макрофаги, В-лимфоциты, Т-лимфоциты и тучные клетки, а также эндотелиальные клетки, фибробласты и различные стромальные клетки; отдельный цитокин может продуцироваться более чем одним типом клеток.
Спектры биологических активностей цитокинов в значительной степени перекрываются: один и тот же процесс может стимулироваться в клетке более чем одним цитокином. Во многих случаях в действиях цитокинов наблюдается синергизм. Цитокины — антиген-неспецифические факторы, поэтому специфическая диагностика инфекционных, аутоиммунных и аллергических заболеваний с помощью определения уровня цитокинов невозможна. Но определение их концентрации в крови даёт информацию о функциональной активности различных типов иммунокомпетентных клеток; о тяжести воспалительного процесса, его переходе на системный уровень и о прогнозе заболевания.
Цитокины регулируют активность гормональной оси гипоталамус-гипофиз-надпочечники: например, интерлейкин 1, воздействуя на гипоталамус, усиливает синтез кортиколиберина, что, в свою очередь, повышает выработку АКТГ.

## Открытие
Интерферон-альфа, интерферон типа I, был идентифицирован в 1957 году как белок, препятствующий репликации вируса. Активность интерферона-гамма (единственного представителя класса интерферонов типа II) была описана в 1965 г.; это был первый идентифицированный медиатор, происходящий из лимфоцитов. Фактор, ингибирующий миграцию макрофагов (MIF), был идентифицирован одновременно в 1966 году Джоном Дэвидом и Барри Блумом.
В 1969 году Дадли Дюмонд предложил термин «лимфокины» для описания белков, секретируемых лимфоцитами, а позже белки, полученные из макрофагов и моноцитов в культуре, были названы «монокинами». Термин предложен Стэнли Коэном (англ. S. Cohen, не путать с лауреатом Нобелевской премии) в 1974 году, когда он опубликовал статью, описывающую выработку MIF в инфицированных вирусом аллантоисных мембранах и клетках почек, показывая, что его продукция не ограничивается иммунными клетками. Это привело к его предложению термина цитокин. Огава описал факторы роста раннего действия, факторы роста среднего действия и факторы роста позднего действия.

## Отличие от гормонов

Цитокины обычно активируют системы вторичных мессенджеров, такие как пути JAK-STAT, как показано в левой части диаграммы. И наоборот, гормоны обычно активируют различные сигнальные пути, такие как рецепторы, связанные с G-белком, как показано в верхней части рисунка.

Классические гормоны циркулируют в водном растворе в наномолярных (10-9 М) концентрациях, которые обычно различаются менее чем на порядок. Напротив, некоторые цитокины (например, ИЛ-6) циркулируют в пикомолярных (10-12 М) концентрациях, которые могут увеличиваться до 1000 раз во время травмы или инфекции. Широкое распространение клеточных источников цитокинов может быть признаком, отличающим их от гормонов. Практически все ядерные клетки, но особенно эндо/эпителиальные клетки и резидентные макрофаги (многие из которых находятся вблизи границы с внешней средой) являются мощными продуцентами ИЛ-1, ИЛ-6 и ФНО-α. Напротив, классические гормоны, такие как инсулин, секретируются отдельными железами, такими как поджелудочная железа. Современная терминология относится к цитокинам как к иммуномодулирующим агентам.
Фактором, затрудняющим отличить цитокины от гормонов, является то, что некоторые иммуномодулирующие эффекты цитокинов являются скорее системными (то есть воздействующими на весь организм), чем локальными. Например, если точно использовать гормональную терминологию, цитокины могут быть аутокринными или паракринными по своей природе, а хемотаксис, хемокинез и эндокринный - в качестве пирогена. По существу, цитокины не ограничиваются своим иммуномодулирующим статусом как молекулы.

## Номенклатура
Цитокины были классифицированы как лимфокины, интерлейкины и хемокины на основании их предполагаемой функции, клетки секреции или мишени действия. Поскольку цитокины характеризуются значительной избыточностью и плейотропностью, такие различия, допускающие исключения, устарели.
- Термин интерлейкин первоначально использовался исследователями для обозначения тех цитокинов, предполагаемыми мишенями которых в основном являются лейкоциты. В настоящее время он используется в основном для обозначения новых молекул цитокинов и имеет мало отношения к их предполагаемой функции. Подавляющее большинство из них вырабатывается Т-хелперами.
- Лимфокины: вырабатываются лимфоцитами
- Монокины: вырабатываются исключительно моноцитами.
- Интерфероны: участвуют в противовирусных реакциях
- Колониестимулирующие факторы: поддерживают рост клеток в полутвердых средах.
- Хемокины: опосредуют хемоаттракция (хемотаксис) между клетками[12].

## Классификация
Все цитокины, а их в настоящее время известно более 30, по структурным особенностям и биологическому действию делятся на несколько самостоятельных групп. 

### Структурная классификация
Структурная однородность позволила частично различать цитокины на четыре типа:
- Семейство пучков из четырех α-спиралей (InterPro: IPR009079): цитокины-члены имеют трехмерную структуру с пучком из четырех α-спиралей. Это семейство, в свою очередь, делится на три подсемейства:

        - подсемейство интерлейкинов-2. Это самая большая семья. Он содержит несколько неиммунологических цитокинов, включая эритропоэтин (ЭПО) и тромбопоэтин (ТПО) . По топологии их можно разделить на длинноцепочечные и короткоцепочечные цитокины. Некоторые члены имеют общую гамма-цепь как часть своего рецептора.
        - подсемейство интерферонов (ИФН).
        - подсемейство интерлейкина-10.
- Семейство интерлейкина-1, в которое в первую очередь входят интерлейкин-1 и интерлейкин-18.
- Цитокины цистеинового узла (IPR029034) включают членов суперсемейства бета-трансформирующих факторов роста, включая TGF-β1, TGF-β2 и TGF-β3.
- Семейство интерлейкина-17, которое еще предстоит полностью охарактеризовать, хотя цитокины-члены обладают специфическим действием в отношении стимуляции пролиферации Т-клеток, вызывающих цитотоксические эффекты.

### Функциональная классификация
Классификация, которая оказалась более полезной в клинической и экспериментальной практике за пределами структурной биологии, делит иммунологические цитокины на те, которые усиливают клеточный иммунный ответ, тип 1 (TNFα, IFN-γ и т. д.), и те, которые усиливают гуморальный ответ, тип 2 (TGF). -β, интерлейкин-4, интерлейкин-10, интерлейкин-13 и др.). Ключевой интерес заключался в том, что цитокины в одном из этих двух подмножеств имеют тенденцию ингибировать эффекты цитокинов в другом. Нарушение регуляции этой тенденции интенсивно изучается в связи с ее возможной ролью в патогенезе аутоиммунных заболеваний. Некоторые воспалительные цитокины индуцируются окислительным стрессом. Тот факт, что цитокины сами запускают высвобождение других цитокинов , а также приводят к усилению окислительного стресса, делает их важными при хроническом воспалении, а также при других иммунных реакциях, таких как лихорадка и острая фаза белков печени. (интерлейкин-1,6,12, интерферон-а). Цитокины также играют роль в противовоспалительных путях и являются возможным терапевтическим средством для лечения патологической боли от воспаления или повреждения периферических нервов. Существуют как провоспалительные, так и противовоспалительные цитокины, которые регулируют этот путь.

## Рецепторы
В последние годы рецепторы цитокинов стали привлекать внимание большего количества исследователей, чем сами цитокины, отчасти из-за их замечательных характеристик, а отчасти потому, что дефицит рецепторов цитокинов прямо связан с некоторыми изнурительными иммунодефицитными состояниями. В связи с этим, а также потому, что избыточность и плеоморфизм цитокинов фактически являются следствием их гомологичных рецепторов, многие специалисты считают, что классификация рецепторов цитокинов была бы более полезной в клиническом и экспериментальном отношении.
Поэтому была предпринята попытка классификации цитокиновых рецепторов на основе их трехмерной структуры. Такая классификация, хотя и кажущаяся громоздкой, обеспечивает несколько уникальных точек зрения на привлекательные фармакотерапевтические мишени.
- Надсемейство иммуноглобулинов (Ig), которые повсеместно присутствуют в клетках и тканях тела позвоночных и имеют структурную гомологию с иммуноглобулинами (антителами), молекулами клеточной адгезии и даже некоторыми цитокинами. Примеры: типы рецепторов IL-1.
- Семейство гемопоэтических факторов роста (тип 1), члены которого имеют определенные консервативные мотивы в своем внеклеточном аминокислотном домене. К этой цепи принадлежит рецептор IL-2, дефицит γ-цепи которого (общий для нескольких других цитокинов) непосредственно ответственен за x-сцепленную форму тяжелого комбинированного иммунодефицита (X-SCID).
- Семейство интерферонов (тип 2), членами которого являются рецепторы для IFN β и γ.
- Семейство факторов некроза опухоли (TNF) (тип 3), члены которого имеют общий богатый цистеином общий внеклеточный связывающий домен и включают несколько других нецитокиновых лигандов, таких как CD40, CD27 и CD30, помимо лигандов, из-за которых названо семейство.
- Семейство семи трансмембранных спиралей, вездесущий тип рецепторов в животном мире. Все рецепторы, связанные с G-белком (для гормонов и нейротрансмиттеров), принадлежат к этому семейству. Хемокиновые рецепторы, два из которых действуют как связывающие белки для ВИЧ (CD4 и CCR5), также принадлежат к этому семейству.
- Семейство рецепторов интерлейкина-17 (IL-17R), которое демонстрирует небольшую гомологию с любым другим семейством рецепторов цитокинов. Структурные мотивы, консервативные между членами этого семейства, включают: внеклеточный домен, подобный фибронектину III, трансмембранный домен и цитоплазматический домен SERIF. Известными членами этого семейства являются следующие: IL-17RA, IL-17RB, IL-17RC, IL17RD и IL-17RE[20].

## Клеточные эффекты
Каждый цитокин имеет соответствующий рецептор на клеточной поверхности. Последующие каскады внутриклеточной передачи сигналов изменяют функции клеток. Это может включать активацию и/или деактивацию нескольких генов и их факторов транскрипции, что приводит к продукции других цитокинов, увеличению числа поверхностных рецепторов для других молекул или подавлению их собственного эффекта посредством ингибирования по принципу обратной связи. Эффект конкретного цитокина на данную клетку зависит от цитокина, его внеклеточного количества, присутствия и количества комплементарного рецептора на клеточной поверхности и сигналов нижестоящего уровня, активируемых связыванием рецептора; эти последние два фактора могут варьироваться в зависимости от типа клеток. Цитокины характеризуются значительной избыточностью, поскольку многие цитокины, по-видимому, имеют сходные функции. Кажется парадоксальным, что цитокины, связывающиеся с антителами, оказывают более сильное иммунное действие, чем цитокины в одиночку. Это может привести к снижению терапевтических доз.
Было показано, что воспалительные цитокины вызывают зависимое от ИЛ-10 ингибирование размножения и функционирования Т-клеток путем повышения уровня PD-1 на моноцитах, что приводит к продукции IL-10 моноцитами после связывания PD- 1 по PD - L. Побочные реакции на цитокины характеризуются местным воспалением и/или изъязвлением в местах инъекций. Иногда такие реакции наблюдаются при более распространенных папулезных высыпаниях.

## Роли в здоровье и болезни
Цитокины участвуют в нескольких процессах развития во время эмбрионального развития. Цитокины высвобождаются из бластоцисты, а также экспрессируются в эндометрии и играют решающую роль на стадиях имплантации. Цитокины играют важную роль в борьбе с инфекциями и других иммунных реакций. 
Однако они могут стать нерегулируемыми и патологическими при воспалении, травме, сепсисе  и геморрагическом инсульте . Нарушение регуляции секреции цитокинов у пожилых людей может привести к воспалению и сделать этих людей более уязвимыми к возрастным заболеваниям, таким как нейродегенеративные заболевания и сахарный диабет 2-го типа.

## Побочные эффекты
Побочные эффекты цитокинов были связаны со многими болезненными состояниями, начиная от шизофрении, глубокой депрессии  и болезни Альцгеймера  и заканчивая раком . Регуляторные Т-клетки (Treg) и родственные им цитокины эффективно участвуют в процессе ускользания опухоли от иммунного ответа и функционально ингибируют иммунный ответ против опухоли. Белок Forkhead box 3 (Foxp3) в качестве фактора транскрипции является важным молекулярным маркером клеток Treg. Полиморфизм Foxp3 (rs3761548) может быть вовлечен в прогрессирование рака, такого как рак желудка, посредством влияния на функцию Treg и секрецию иммуномодулирующих цитокинов, таких как IL-10, IL-35 и TGF-β. Целостность нормальной ткани сохраняется за счет обратных взаимодействий между различными типами клеток, опосредованных молекулами адгезии и секретируемыми цитокинами; нарушение нормальных механизмов обратной связи при раке угрожает целостности тканей.
Чрезмерная секреция цитокинов может вызвать опасный синдром цитокинового шторма. Цитокиновые бури могли быть причиной серьезных побочных эффектов во время клинических испытаний TGN1412. Предполагается, что цитокиновые бури также являются основной причиной смерти во время пандемии «испанки» 1918 года. Смерти в большей степени относились к людям со здоровой иммунной системой из-за их склонности к более сильным иммунным реакциям с резким повышением уровня цитокинов. Другой пример цитокинового шторма наблюдается при остром панкреатите. Цитокины являются неотъемлемой частью и вовлечены во все этапы каскада, что приводит к синдрому системной воспалительной реакции и полиорганной недостаточности, связанной с этой внутрибрюшной катастрофой. Во время пандемии COVID-19 некоторые смерти от COVID-19 были связаны с выбросом цитокинов. Текущие данные свидетельствуют о том, что цитокиновые бури могут быть источником обширного повреждения легочной ткани и дисфункциональной коагуляции при инфекциях COVID-19.

## Медицинское использование в качестве лекарственных средств
Некоторые цитокины были превращены в белковые терапевтические средства с использованием технологии рекомбинантной ДНК. Рекомбинантные цитокины, используемые в качестве лекарств с 2014 г., включают:
- Костный морфогенетический белок (BMP), используемый для лечения заболеваний, связанных с костями.
- Эритропоэтин (ЭПО), используемый для лечения анемии.
- Гранулоцитарный колониестимулирующий фактор (G-CSF), используемый для лечения нейтропении у онкологических больных.
- Гранулоцитарно-макрофагальный колониестимулирующий фактор (GM-CSF), используемый для лечения нейтропении и грибковых инфекций у онкологических больных.
- Интерферон альфа, используемый для лечения гепатита С и рассеянного склероза.
- Бета-интерферон, используемый для лечения рассеянного склероза
- Интерлейкин 2 (IL-2), используемый для лечения рака.
- Интерлейкин 11 (IL-11), используемый для лечения тромбоцитопении у онкологических больных.
- Гамма-интерферон используется для лечения хронической гранулематозной болезни [39] и остеопетроза [40].